# Косиньеры

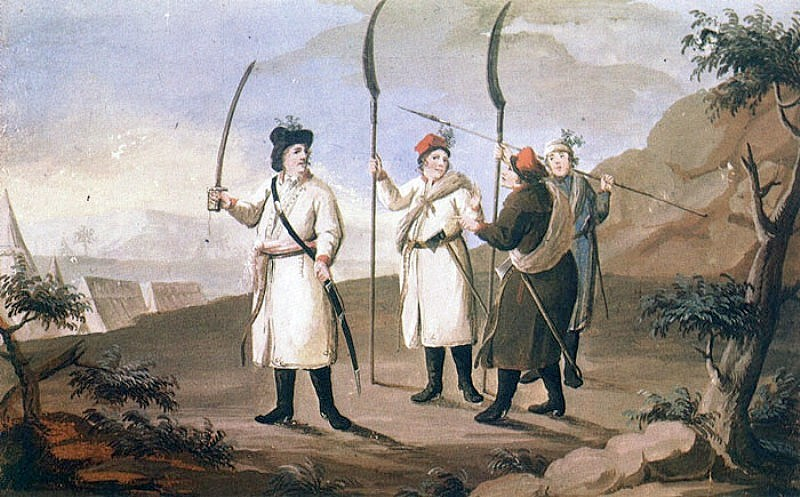
Косиньеры в 1794 году. Офорт Михала Стаховича (нач. XIX в.)

Косиньеры (косинеры; пол. kosynierzy ; бел. касінеры) — отряды польских и белорусских крестьян, вооружённых косами, лезвие которых прикреплялось в одном направлении с древком.

## Появление

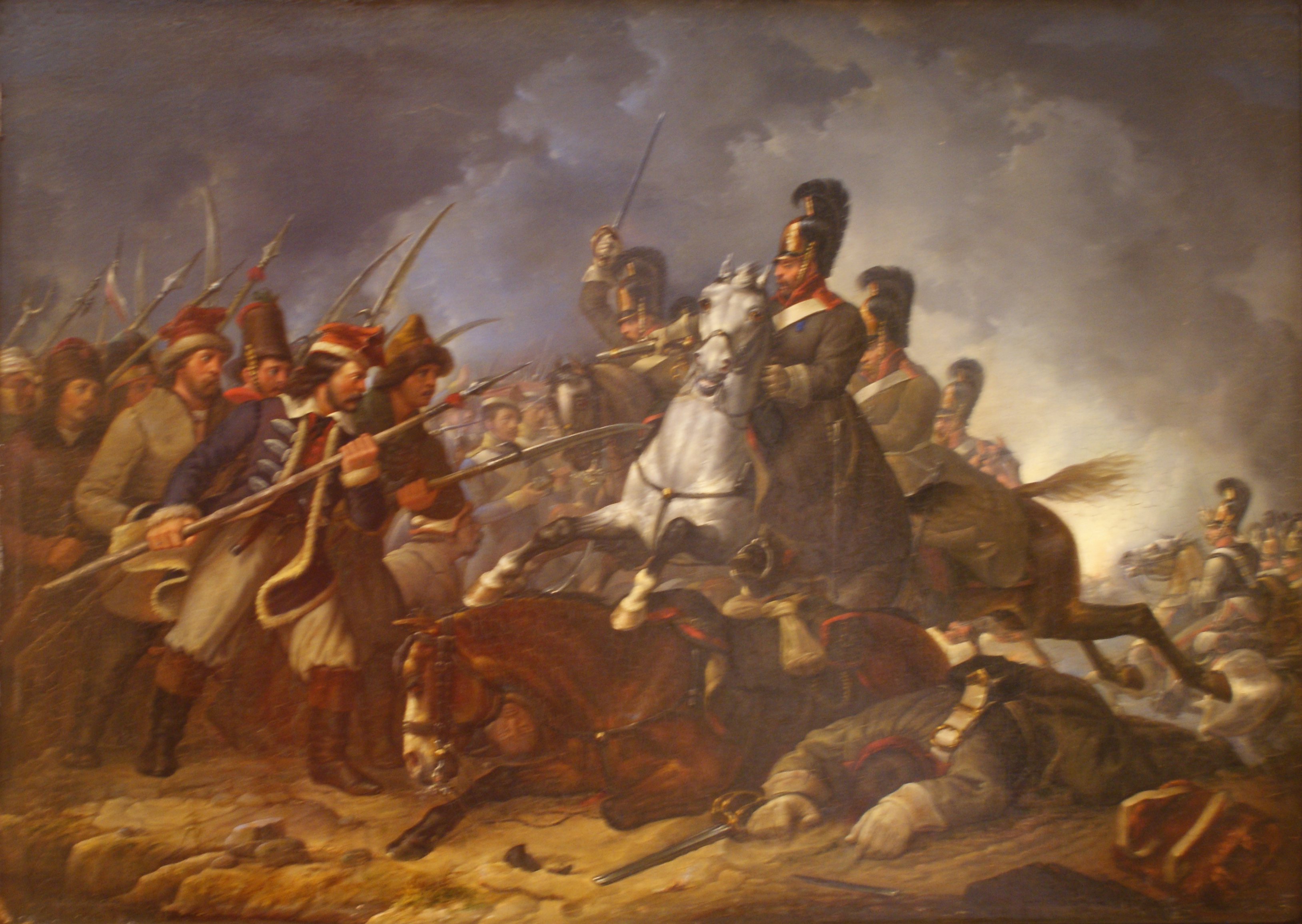
Томас Дж. Баркер. «Атака русских кирасир на позиции повстанцев» (1872)

Впервые они появились после второго раздела Речи Посполитой (1793), причём наибольшая их часть была набрана из Мазовии. Литовские и белорусские крестьяне иногда вместо кос имели на древках острые полосы железа. Подобные отряды формировались во время польского восстания 1830—1831 годов и восстания 1863 года. 
Местные интенданты раздавали косиньерам простую форму, состоявшую из белого зипуна и конфедератки. В дальнейшем такой наряд стал ассоциироваться с этим видом войск.

### Восстания на бывших землях Речи Посполитой
Ян и Андрей Сласские, краковские помещики и революционные генералы освободили 2000 собственных крестьян, которые в качестве оружия стали использовать собственные косы. Этот отряд вошел в состав Краковской милиции и принимали участие в большинстве сражений восстания Костюшко, в том числе, в битве под Рацлавицами где при поддержке собственной артиллерии  и частей линейной пехоты на флангах и они захватили позиции  русской артиллерии и вынудили противника отступить. Благодаря этой битве, косиньеры стали одним из символов борьбы Польши за независимость и самоидентификации крестьян с польской нацией. 
Однако вскоре отряды косиньеров были разгромлены.
Косиньеры также принимали значительное участие в Польском восстании 1830 года (сражение под Остроленкой), и Польском восстании 1863-1864 годов.

## В искусстве
Атака косиньеров на русских драгун изображена во французско-польском фильме «Эскадрон» (1992), посвящённом Польскому восстанию 1863-1864 годов.